# Madadayo
Не још (романизовано Mādadayo) је јапански филм из 1993. године који је режирао Акира Куросава. То је био посљедњи филм овог режисера.